# Matija Alberti Matulić
Matija Alberti Matulić (Split, 1561. – Split, 28. kolovoza 1623.) je bio splitski jezikoslovac i izdavač crkvenih knjiga. Potječe iz splitske patricijske obitelji Alberti.

## Životopis
Matija je prvo školovanje stekao u Splitu da bi potom doktorirao pravo u Padovi i vratio se u Split gdje se bavio odvjetništvom.
Poslije pogiblje brata Ivana (†1596.) pod Klisom lobirao je pismom kod cara Rudolfa II. predlažući mu da Splićani uz pomoć senjskih uskoka preotmu Klis Turcima.
Bio je protivnik splitskog nadbiskupa Markantuna de Dominisa, optužujući ga pred papinskim nuncijem i inkvizitorima kao heretika.
Pred kraj života napustio je odvjetničku praksu i posvetio se alkemiji tražeći kamen mudrosti. Navodi se da je umro od posljedica alkemijskog pokusa.